# 马雷克·斯瓦托什
马雷克·斯瓦托什（1982年6月17日—2016年11月5日），斯洛伐克男子冰球运动员，场上位置是前锋。他曾代表斯洛伐克国家队参加2006年冬季奥林匹克运动会冰球比赛，获得第5名。